# 浅野長員
浅野 長員（あさの ながかず）は、江戸時代中期の大名。通称は左京。安芸国広島新田藩3代藩主。官位は従五位下・近江守。

## 略歴
広島藩主・浅野宗恒の三男として誕生。幼名は久米之助。
明和6年（1769年）12月10日に先代藩主・浅野長喬の養嗣子となる。その2日後に長喬が死去したため、翌年2月4日に家督を継いだ。同年2月15日、10代将軍徳川家治に拝謁した。同年12月16日、従五位下・近江守に任官する。寛政12年（1800年）9月10日、長男の長容に家督を譲って隠居し、文化5年（1808年）に64歳で死去した。

## 系譜
- 父：浅野宗恒（1717-1788）
- 母：不詳
- 室：不詳
  - 男子：浅野長容（1771-1824）
  - 女子：大田原光清正室
  - 女子：堀親民継室